# Campeonato Mundial de Snowboard de 2019 - Slopestyle feminino
A prova do Slopestyle feminino do Campeonato Mundial de Snowboard de 2019 foi marcada para os dias 9 e 10 de fevereiro na cidade de  Park City,  em Utah, nos Estados Unidos.  A final foi cancelada devido às condições meteorológicas e os resultados da qualificação foram utilizados para determinar a classificação final. 

## Medalhistas
| Ouro                       | Prata                | Bronze               |
| Zoi Sadowski-Synnott (NZL) | Silje Norendal (NOR) | Jamie Anderson (USA) |

## Resultados

### Qualificação
Um total de 28 snowboarders participaram da competição.  A prova ocorreu dia 9 de fevereiro com inicio  às 12:10.  As 8 melhores avançaram para a final.
| Colocação | Bib | Nome                 | Nacionalidade  | Descida 1   | Descida 2   | Melhor      | Notas       |
| --------- | --- | -------------------- | -------------- | ----------- | ----------- | ----------- | ----------- |
| 1         | 27  | Zoi Sadowski-Synnott | Nova Zelândia  | 91.75       | 6.00        | 91.75       | Q           |
| 2         | 8   | Silje Norendal       | Noruega        | 88.75       | 47.50       | 88.75       | Q           |
| 3         | 2   | Jamie Anderson       | Estados Unidos | 62.50       | 87.25       | 87.25       | Q           |
| 4         | 25  | Cheryl Maas          | Países Baixos  | 84.25       | 78.00       | 84.25       | Q           |
| 5         | 20  | Reira Iwabuchi       | Japão          | 61.00       | 82.75       | 82.75       | Q           |
| 6         | 12  | Jasmine Baird        | Canadá         | 82.50       | 31.25       | 82.50       | Q           |
| 7         | 11  | Klaudia Medlová      | Eslováquia     | 36.00       | 78.50       | 78.50       | Q           |
| 8         | 6   | Brooke Voigt         | Canadá         | 78.25       | 44.75       | 78.25       | Q           |
| 9         | 9   | Laurie Blouin        | Canadá         | 75.75       | 37.00       | 75.75       |             |
| 10        | 7   | Enni Rukajärvi       | Finlândia      | 53.75       | 69.50       | 69.50       |             |
| 11        | 10  | Sina Candrian        | Suíça          | 68.75       | 35.00       | 68.75       |             |
| 12        | 5   | Isabel Derungs       | Suíça          | 68.00       | 43.25       | 68.00       |             |
| 13        | 14  | Nadja Flemming       | Alemanha       | 51.00       | 67.25       | 67.25       |             |
| 14        | 24  | Sommer Gendron       | Canadá         | 61.75       | 46.75       | 61.75       |             |
| 15        | 15  | Ekaterina Kosova     | Rússia         | 60.75       | 26.75       | 60.75       |             |
| 16        | 28  | Antonia Yanez        | Chile          | 55.50       | 25.25       | 55.50       |             |
| 17        | 4   | Miyabi Onitsuka      | Japão          | 53.50       | 34.50       | 53.50       |             |
| 18        | 26  | Urška Pribošič       | Eslovênia      | 48.00       | 36.25       | 48.00       |             |
| 19        | 3   | Julia Marino         | Estados Unidos | 47.50       | 6.25        | 47.50       |             |
| 20        | 1   | Hailey Langland      | Estados Unidos | 43.50       | 38.75       | 43.50       |             |
| 21        | 18  | Šárka Pančochová     | Chéquia        | 25.00       | 20.25       | 25.00       |             |
| 22        | 21  | Christy Prior        | Nova Zelândia  | 23.25       | DNS         | 23.25       |             |
| 23        | 13  | Loranne Smans        | Bélgica        | 20.00       | 17.25       | 20.00       |             |
| 24        | 22  | Guo Junyan           | China          | 15.00       | 9.75        | 15.00       |             |
| 25        | 23  | Li Dongyu            | China          | 1.00        | 14.00       | 14.00       |             |
| 26        | 17  | Jade Thurgood        | Estados Unidos | 13.25       | 1.00        | 13.25       |             |
| 27        | 16  | Zhang Tong           | China          | 10.25       | DNS         | 10.25       |             |
| —         | 19  | Ren Zizheng          | China          | Não começou | Não começou | Não começou | Não começou |

## Final
Devido a más condições climáticas, a final foi cancelada. 
| Colocação | Bib | Nome                 | Nacionalidade  | Descida 1 | Descida 2 | Descida 3 | Melhor | Notas |
| --------- | --- | -------------------- | -------------- | --------- | --------- | --------- | ------ | ----- |
|           | 1   | Brooke Voigt         | Canadá         |           |           |           |        |       |
|           | 2   | Klaudia Medlová      | Eslováquia     |           |           |           |        |       |
|           | 3   | Jasmine Baird        | Canadá         |           |           |           |        |       |
|           | 4   | Reira Iwabuchi       | Japão          |           |           |           |        |       |
|           | 5   | Cheryl Maas          | Países Baixos  |           |           |           |        |       |
|           | 6   | Jamie Anderson       | Estados Unidos |           |           |           |        |       |
|           | 7   | Silje Norendal       | Noruega        |           |           |           |        |       |
|           | 8   | Zoi Sadowski-Synnott | Nova Zelândia  |           |           |           |        |       |

Legenda
| Recorde mundial       | Recorde mundial (World record)               |                       | Recorde africano                      | Recorde africano (African) |                                           | Q | Classificado por posição (Qualified) |
| Recorde do campeonato | Recorde do campeonato (Championship record)  | Recorde da América    | Recorde da América (Americas)         | q                          | Classificado por melhor tempo (Qualified) |   |                                      |
| Melhor marca do ano   | Melhor marca do ano (World leading)          | Recorde asiático      | Recorde asiático (Asian)              | DNS                        | Não largou (Did not start)                |   |                                      |
| Recorde nacional      | Recorde nacional (National record)           | Recorde europeu       | Recorde europeu (European)            | DNF                        | Não terminou (Did not finish)             |   |                                      |
| Recorde pessoal       | Recorde pessoal do atleta (Personal best)    | Recorde da Oceania    | Recorde da Oceania (Oceania)          | DSQ / DQ                   | Desclassificado (Disqualified)            |   |                                      |
| Recorde da temporada  | Recorde da temporada do atleta (Season best) | Recorde sul-americano | Recorde sul-americano (South America) | NM                         | Sem marca (No mark)                       |   |                                      |